# Муньос, Александр
Александр Хосе Муньо́с (исп. Alexander Jose Muñoz; род. 8 февраля 1979, Миранда, Венесуэла) — венесуэльский боксёр-профессионал, выступающий во второй наилегчайшей и в лёгкой весовых категориях. Среди профессионалов бывший чемпион мира по версии WBA во втором наилегчайшем весе.
Наилучшая позиция в мировом рейтинге: 2-й.
В 2013 году проиграл нокаутом Лео Санта Крусу.

## Результаты боёв
| Бой | Дата | Соперник | Судьи | Место боя | Раундов | Результат | Дополнительно |
| --- | ---- | -------- | ----- | --------- | ------- | --------- | ------------- |
|     |      |          |       |           |         |           |               |
| Бой | Дата | Соперник | Судьи | Место боя | Раундов | Результат | Дополнительно |